# Hypaeus taczanowskii
Hypaeus taczanowskii är en spindelart som först beskrevs av Cândido Firmino de Mello-Leitão 1948.  
Hypaeus taczanowskii ingår i släktet Hypaeus och familjen hoppspindlar. Inga underarter finns listade i Catalogue of Life.